# Чеботаревский, Равкат Загидулович
Равкат Загидуллович Чеботаревский (3 сентября 1947, Троицк, Челябинская область — 19 апреля 1994, Югославия) — советский военный моряк-подводник, контр-адмирал, народный депутат России.

## Биография
Окончил Тихоокеанское высшее военно-морское училище имени С. О. Макарова.
В 1970—1980-х годах служил на Северном флоте. Командир многоцелевой АПЛ К-517 проекта 671РТ, в 1980 году осуществлял боевую службу в Индийском океане. В 1981 году на К-517 сопровождал стратегическую АПЛ К-506 совершавшую подлёдный трансарктический переход с Северного на Тихоокеанский флот со всплытием на Северном полюсе, где был установлен флаг СССР. В 1982 году на К-517 совершил боевую службу в Средиземном море.
В 1985—1987 годах — начальник штаба 33-й дивизии подводных лодок.
Кавалер орденов Ленина и Красной звезды. Дважды был представлен к званию Героя Советского Союза. Почётный полярник. В 1987—1990 годах — командир 33-й дивизии атомных подводных лодок Северного флота.
С 1990 по 1993 год — народный депутат РСФСР/РФ, председатель Комитета Верховного Совета РФ по вопросам обороны и безопасности, был членом фракции «Россия». Участвовал в защите Белого дома в октябре 1993 года, выступал против разгона Верховного Совета.
Умер в 1994 году во время поездки в Югославию.
Похоронен на Кунцевском кладбище.